# Ida Schnall
Ida Schnall, née le 27 août 1889 à Tarnobrzeg en Pologne, et morte le 14 février 1973 à Los Angeles, est une sportive américaine, capitaine de l'équipe de base-ball des New York Female Giants  et plus tard, actrice à Hollywood,.

## Biographie
Alors que les Jeux olympiques de 1912 sont ouverts aux femmes plongeuses et nageuses, James Edward Sullivan, du Comité olympique des États-Unis, s'oppose à la participation des sportives américaines,. Ida Schnall est l'une des rares sportives à exprimer ouvertement son opposition.
Dans une lettre au New York Times, elle donne son point de vue à propos de James E. Sullivan, indiquant qu'elle ne s'exprime pas en tant que « suffragette », mais qu'elle partage « un ressenti » qu'elle a « désiré exprimer depuis longtemps ». Alors que Sullivan s'oppose à une compétition de natation mixte, elle indique qu'il s'oppose continuellement, et qu'il n'a jamais rien fait en faveur de la cause des femmes au sein de l'Amateur Athletic Union, l'organisme qui représente les États-Unis pour le sport international et notamment est responsable de la sélection des athlètes pour les Jeux olympiques. Elle rappelle qu'il l'a empêchée de participer aux Jeux olympiques de Stockholm en 1912.
Elle meurt le 14 février 1973 à Los Angeles

## Filmographie

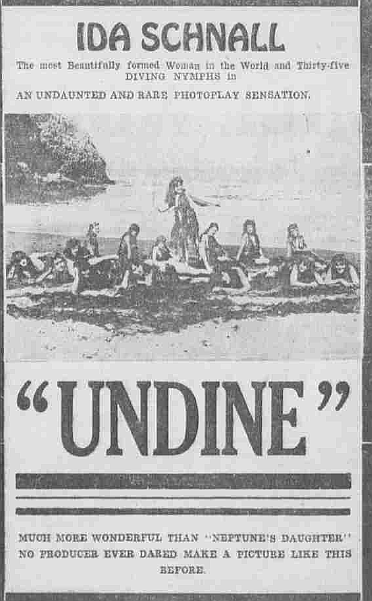
Annonce pour le film Undine

- 1915 : Runaway June
- 1916 : Undine